# Melvyn López
Melvyn López (Santo Domingo, 5 de junio de 1974) es un entrenador dominicano de baloncesto.
Melvin lópez ha dirigido a la selección de baloncesto de la República Dominicana en varias ocasiones.

## Trayectoria
Inicia su carrera de entrenador de baloncesto con el Club Mauricio Báez, de Santo Domingo, dirigiendo las categorías menores en el año 1994; fue escalando peldaños hasta convertirse en entrenador superior femenino en 1997 y masculino en 1999. 
También ha participado en campeonatos internacionales, tanto en la República Dominicana como en el extranjero, siendo los eventos más importantes la posición de entrenador asistente en el Colegio Miami Christian High School. Obtiene el título  de campeón estatal del estado de la Florida Clase 1-A en la Temporada (1999-2000). Entrenador Selección Nacional Juvenil Torneo de la Ciudad El Tigre, Edo.  Anzoategui, Venezuela (1999) & Santo Domingo ``Shoot-out´´ Club Mauricio Báez (1997 & 1999).
Desde 1999, López ha ganado la friolera de 24 torneos de categorías superiores en las principales ciudades del país, incluyendo al Distrito Nacional, Santiago, La Vega, San Francisco de Macorís, San Cristóbal y Moca. Aunque parezca paradójico, aún no ha dirigido en la región Este (San Pedro de Macorís, La Romana, Hato Mayor, Higüey y El Seibo).
En el 2009 asistió al técnico boricua Julio Toro en el Pre-Mundial de Baloncesto celebrado en San Juan Puerto Rico, con la selección Dominicana. Ese mismo año fue contratado por el equipo Soles de Mexicali para la temporada 2009-10 en la LNBP.
En el 2010, dirigió al equipo de SAMEJI de Santiago, llevándolos a las semifinales. Más tarde dirigió al equipo San Sebastián en Moca, proclamándose campeón por segundo año seguido en esa ciudad y tercera de por vida. Actualmente es asistente del combinado de República Dominicana que estará en el Centro Basket que será celebrado en Santo Domingo.

## Historial
Entrenador Principal Categorías Menores
Mauricio Báez Infantil Masculino (1994-2000)
Mauricio Báez Juvenil Masculino (1995-2000)
Mauricio Báez Pre-Superior (2000-2003)
Selección Distrito Nacional Juvenil Masculino (2001)
Asistente del Entrenador Principal Superior
Sergio Rouco Mauricio Báez Masculino (1995)
Vladimir Frías Mauricio Báez Masculino (1995-1996)
José Domínguez Mauricio Báez Masculino (1995-1999)
Antonio ``Chicho´´ Sibilio Selección Nacional Juvenil (2002-2004)
José Domínguez Selección Nacional Dominicana Superior (2002 y 2006)
Julio Toro Selección Nacional Dominicana Superior (2009)
Entrenador Principal Superior
Selección Nacional Femenina (2004-2007)
Club Mauricio Báez Femenina (1997)
Selección Superior DN Femenina (1999)
Club Mauricio Báez Masculino (1999-2003)
Club Buitres, San Cristóbal (2000-2004)
Club Parque Hostos, La Vega (2001-2009)
Club Duarte, San Francisco de Macorís (2001-2002)
Club Máximo Gómez, San Francisco de Macorís (2000)
Club San Martín, San Francisco de Macorís (2004-2005)
Club Don Bosco, Moca (1996-1997)
Club La Cancha, Moca (2004)
Club SAMEJI, Santiago (2004-2009)
Marineros de Puerto Plata, Lidoba (2005)
Club Naco, Distrito Nacional (2005)
Metros de Santiago, Lidoba (2006 & 2007)
Club San Lázaro, Distrito Nacional (2006 - 2008)
Reales de La Vega, Lidoba(2008)
San Sebastián, Moca (2009-2010)

PALMARES
Clubes
1999 - Distrito Nacional - Club Mauricio Báez
2000 - Distrito Nacional - Club Mauricio Báez (segundo al hilo)
2000 - San Francisco de Macorís - Club Máximo Gómez
2000 - San Cristóbal - Club Buitres
2001 - La Vega - Club Parque Hostos
2001 - San Cristóbal - Club Buitres (segundo al hilo)
2001 - San Francisco de Macorís - Club Duarte
2002 - San Francisco de Macorís - Club Duarte (Invictos / segundo al hilo)
2002 - La Vega - Club Parque Hostos (segundo al hilo)
2003 - San Cristóbal - Club Buitres
2004 - Santiago - Club Sameji
2004 - San Francisco de Macorís - Club San Martin
2004 - Moca - Club La Cancha
2004 - La Vega - Club Parque Hostos
2005 - Santiago - Club Sameji (segundo al hilo)
2005 - La Vega - Club Parque Hostos (segundo al hilo)
2006 - Santiago - Club Sameji (3.º al hilo)
2006 - LIDOBA - Metros de Santiago
2006 - La Vega: Club Parque Hostos (3.º al hilo)
2007 - Santiago - Club Sameji (4.º al hilo)
2007 - LIDOBA: Metros de Santiago (segundo al hilo)
2007 - La Vega: Club Parque Hostos (4.º al hilo)
2008 - Distrito Nacional - Club San Lázaro
2009 - Moca - Club San Sebastián
2010 - Moca - Club San Sebastián (segundo al hilo)
2012 - Santiago - Club Domingo Paulino CDP
2012 - La Vega - Club Dosa
2015 - Santiago - Club GUG
2015 - La Vega - Club La Villa
2016 - Distrito Nacional - Club Mauricio Báez
Selección Nacional de Mayores
Oro como Asistente en Centroamericanos del 2002
Bronce como Asistente en Centroamericanos del 2006
Plata como Asistente en Centrobasket del 2010
Bronce como Asistente en Centrobasket del 2014
Oro como Asistente en Centroamericanos del 2014
Selección Nacional de Menores
Oro como Asistente en Centrobasket U-17, 2013
Bronce como Asistente en FIBA Americas U-18, 2014
Bronce como Entrenador Centrobasket U-15, 2014
Bronce como Entrenador Pre-Mundial U-16, 2015

LOGROS PERSONALES
1999 - Entrenador del Año por la Asociación de Cronistas Deportivos (ACD)
2000 - Entrenador del Año por Iván Mieses en el Distrito Nacional
2000 - Entrenador del Año por Producciones Reyes en San Francisco de Macorís
2001 - Entrenador del Año por Producciones Reyes en La Vega
2001 - Entrenador del Año por Producciones Reyes en San Francisco de Macorís
2001 - Entrenador del Año de CONABAS por el Torneo Nacional
2005 - Entrenador Más Exitoso por el Colegio de Entrenadores de Santiago
2006 - Entrenador del Año por Producciones J.L.F. en La Vega
2006 - Entrenador del Año por Tunta en los Deportes en La Vega
2006 - Entrenador Campeón de la LIDOBA   por la AEEB.
2007 - Entrenador Campeón  de la LIDOBA  por la AEEB.
2008 - Entrenador del Año en LIDOBA
2008 - Entrenador del Año en La Vega
2009 - Entrenador del Año en Santiago (en dos premiaciones diferentes)